# Flávia Lucini
Flávia Lucini (Francisco Beltrão, 21 de março de 1989) é uma supermodelo brasileira.

## Biografia e carreira
Flávia Lucini nasceu na cidade de Francisco Beltrão, a 508 km da capital Curitiba, no Paraná. A modelo, de ascendência italiana, cresceu em Barra Grande, distrito com pouco mais de 400 habitantes localizado no município de Itapejara d’Oeste, também no Paraná.
Aos 13 anos, Lucini foi descoberta por um scouter, que a viu dirigindo um trator. Ela decidiu primeiro concluir o Ensino Fundamental, antes de se mudar para  São Paulo, onde trabalhou na extinta agência Wired.
O seu primeiro trabalho como modelo foi para um editorial de biquíni da conceituada revista de moda Vogue Brasil, posando para as lentes de Bob Wolfenson, tido como um dos maiores fotógrafos da América Latina. Atualmente é representada pela agência Joy Model Management no Brasil.  É representada pelas agências Marilyn  em Nova Iorque, The Lab Models em Milão, Joy Model Management no Brasil e Munich Models na Alemanha.

## Carreira internacional
No ano de 2006, aos 16 anos, Lucini entrou no cenário internacional ao realizar o primeiro desfile da carreira, para a estilista Jil Sander, durante a semana de moda de Milão, na Itália.
Em sequência, vieram os ensaios para as Vogues britânica e americana, sendo o último registrado pelo francês Patrick Demarchelier, reconhecido por ser um dos principais colaboradores das publicações da editora Condé Nast, especialmente para as edições americana, britânica e chinesa da Vogue, dentre outras. A primeira capa de Lucini foi feita pela fotógrafa búlgara Eliana Kechicheva, para a revista francesa Jalouse. Na sequência, veio a sua primeira campanha, realizada para a grife italiana Missoni Sport.
A partir de 2011, estrela a campanha mundial de cosméticos da Clarins. Em 2016, estrelou no vídeo musical de Pete Yorn.

## Victoria's Secret
No final de 2015 (New York) e 2016 (Paris) foi selecionada e aprovada no elenco de modelos da Victoria’s Secret. Na ocasião, o casting foi realizado pelo diretor John Pfeiffer, que a selecionou para um call-back. Durante o teste filmado, estavam presentes Edward Razek, Mônica Mitro e Sophia Neófitos-Apostolou, executivos da marca, e o próprio John.

## Trabalhos

### Desfiles
Flavia Lucini desfilou para Miu Miu, Christian Lacroix, Andrew GN, Costume National, Chanel, Barbara Bui, Marc Jacobs, Calvin Klein, Byblos, Alberta Ferretti, Vivienne Westwood, Francesco Scognamiglio, Jill Stuart, Emporio Armani, Giorgio Armani, Hakan, Ralph Lauren, Oscar de la Renta, Carolina Herrera, Ralph & Russo, Lenny, Osklen, Água de Coco, Cia Maritima, Victoria's Secret 2015 e 2016, dentre outras.

### Campanhas
Nas campanhas, esteve na Missoni Sport, Furla, Etam, perfume 212 Carolina Herrera, Carolina Herrera Sun glasses, Liviana Conti, Borsalino, Clarins, Lenny e Cia., Sonia Fortuna, Jogê, Verdissima, Cia. Marítima, Mango Sport, The Kloopes, Nacre, Chanel Make Up entre outras.

### Editoriais
Nos editoriais: Vogue (Brasil, Estados Unidos, Inglaterra, Japão e Turquia), Amica Italian, Flair Magazine, Vanity Fair, Harper’s Bazaar Itália, A Magazine, Elle (Brasil, Itália, França, Alemanha e México), Jalouse Magazine, Profile Magazine, entre outras.

## Vida pessoal
Lucini é noiva do ator, músico e modelo Leandro Lima, eles se conheceram em Milão, na Itália. Eles noivaram no Natal de 2015, após quatro anos de relacionamento. No mesmo ano, fotografaram junto para a campanha da grife francesa The Kooples. Em 2022 nasceu o primeiro filho do casal chamado Toni.

## Filmografia
- 2016: Pete Yorn - "She was Weird"[5]